# Paul Groussac
Paul-François Groussac (Toulouse, França, 15 de fevereiro de 1848 — Buenos Aires, Argentina, 27 de junho de 1929) foi um escritor, historiador, crítico literário e bibliotecário franco-argentino.

## Biografia
Groussac nasceu em Toulouse e estudou os clássicos durante sua juventude. Matriculou-se na escola naval em 1865, mas preferiu não seguir a carreira militar. No ano seguinte, mudou-se para Buenos Aires, onde passou o resto de sua vida. Nos próximos dezessete anos trabalhou como professor, dirigiu a escola de Tucumán (na Argentina) e ocupou o cargo de inspetor nacional da educação (1874). Foi à Paris em 1883, ocasião em que publicou um artigo no "Le Figaro" e retornou à Buenos Aires em 1884, quando foi novamente designado inspetor educacional e diretor da Biblioteca Nacional da Argentina.
Suas obras de maior destaque são La Biblioteca (1896) e Anales de la Biblioteca (1900), que foram antologias de ensaios críticos, relatos históricos da biblioteca e documentos relativos à história do Rio da Prata. Foi também redator da revista SudAmérica. Suas obras subseqüentes como Estudios de historia argentina, Ensayo histórico sobre el Tucumán e Mendoza y Garay destacaram-se pela riqueza dos fatos, descrições das vidas das personagens e seus ambientes. Outras de suas obras importantes são Fruto vedado, Relatos argentinos, La divisa punzó, Crítica literaria e Las islas Malvinas.
Como crítico, Groussac foi muito conhecido por caráter rude, orgulhoso e sarcástico.